# Johnnie Johnson
Johnnie Johnson (La Grange, 8 ottobre 1956) è un ex giocatore di football americano statunitense che ha militato nel ruolo di cornerback e safety nella National Football League (NFL).

## Carriera
Johnson al college giocò a football a Texas venendo premiato per due volte unanimemente come All-American. Fu scelto nel corso del primo giro (17º assoluto) del Draft NFL 1980 dai Los Angeles Rams. Vi giocò fino al 1988, stabilendo nella sua stagione da rookie un record di franchigia con un ritorno di intercetto da 99 yard. Nel 1989 chiuse la carriera con i Seattle Seahawks.

## Palmarès
- First-team All-Pro: 1

1983
- College Football Hall of Fame (classe del 2007)

## Famiglia
Il figlio, Collin, gioca come wide receiver per i Las Vegas Raiders.